# 千葉市立磯辺第一中学校
千葉市立磯辺第一中学校（ちばしりつ いそべだいいちちゅうがっこう）は、千葉市美浜区磯辺にあった公立中学校。学校の略称は磯辺一中（いそべいっちゅう）・磯一（いそいち）。2013年（平成25年）3月に磯辺第一中学校と磯辺第二中学校の統合により千葉市立磯辺中学校が新設され閉校した。

## 概要
千葉市44番目の中学校として、1980年に1年生4学級で開校した。学区は美浜区磯辺三丁目、四丁目16 - 28番、五丁目6 - 16番、六丁目、七丁目、八丁目である。
検見川の浜から徒歩10分の、潮風薫る場所に立地している。
生徒数減少により、2013年度から千葉市立磯辺第二中学校と統合し、千葉市立磯辺中学校が新設され閉校した。なお統合後の新設校の校舎は本校を使用する予定だが、改修のため統合後数年間は磯辺第二中学校の校舎を使用することになっている。

## アクセス
- JR京葉線「検見川浜駅」から向かう場合
徒歩約10分。
もしくは千葉海浜交通バスを利用。北口4番乗り場から、海浜病院行か千葉西高校行か磯辺高校行に乗って約3分。「磯辺中央」にて下車後すぐ。
- JR総武線「新検見川駅」から向かう場合
千葉海浜交通バスを利用。南口4番乗り場から、海浜病院行か千葉西高校行か磯辺高校行に乗って約15分。「磯辺中央」にて下車後すぐ。
- 千葉海浜交通バスいそまる君(磯辺循環線)に乗って向かう場合
「磯辺車庫」にて下車後すぐ。

## 5つの約束事
開校以来校則が存在せず、代わりに5つの約束事が制定されている。
1. 名札を着用すること - 生徒が制服を着る機会がほとんどないこと（後述）から、形骸化している。
2. 挨拶をすること
3. 公明正大であること
4. 礼儀を重んじること
5. 時間厳守すること

## 施設
- 校舎 - 3つの棟からなる。各棟は、1階部分は渡り板によって、2階部分は空中廊下によって、自由に行き来することができる。
  - A棟 - 2階建て。普通教室中心の棟である。その他、保健室や給食室などもある。B棟側から見て右半分にあたる部分は増築されたものである。
  - B棟 - 3階建て。職員室、校長室、事務室、昇降口など、中枢機能を担っている棟である。その他、普通教室やコンピューター室、心の相談室などもある。1階の中央階段近くにはテレフォンカード式の公衆電話がある。3階部分は増築されたものである。
  - C棟 - 2階建て。図書室、音楽室、技術室、理科室、家庭科室、技術室など、特別教室が集中している棟である。普通教室はない。体育館、第二体育館、プールとは渡り廊下で接続されている。
- 運動施設
  - 体育館 - ウィンターコンサートの会場としても毎年利用されている。
  - 第二体育館 - かつては柔道部の練習場として使われていたが、現在は主に卓球場として使われている。
  - プール - 男子、女子更衣室がある。
  - テニスコート - 4面
  - バスケットコート[3] - 屋外にある
  - 校庭 - 遊具はない。磯辺地区大運動会の開催地としても毎年利用されている[4]。
- 体育倉庫
- 部室棟
- 教職員用駐車場
- 林 - 学校を取り囲むように植えられている。

前述の1999年に行われた校庭改修工事以後、テニスコート、バスケットコートはフェンスで仕切られることになった。

## 服装
磯辺第一中学校では制服のことを標準服と呼んでいる。
標準服は男女ともにブレザーであり、ネクタイの色は男子が青で女子は赤である。ジャージは3種のデザインがあり、各学年ごとにローテーションになっている。標準服の着用が義務づけられるのは全校集会や定期試験など月に数回程度である。逆にジャージの着用は、清掃、体育など頻繁に義務付けられている。したがって、ほとんどの生徒は普段、登下校時を含めジャージで過ごしていた。
2012年度からジャージのデザインは変更され、統合後は制服による登下校へと変化し、制服のデザインも変わる予定である。

## 主な行事
- 体育祭 - 例年5月に行われる。応援団長は騎馬戦大将を兼任するのが慣例となっている。（ただし応援団長が女性の場合は、代理の者が騎馬戦大将を務める。）
- 潮風祭（合唱コンクール） - 例年9月に行われる。潮風祭の名称になったのは2004年からであり、それまでは単に「合唱コンクール」と称されていた。千葉市民会館や青葉の森公園芸術文化ホールなど、外部施設で開催される。
- 海岸清掃 - 検見川の浜に散乱しているゴミを回収する。千葉市立磯辺第二中学校と合同で行われている。清掃後、両中学校の親睦を図るイベントが行われることもある。雨天時は順延でなく中止となる。
- 自然教室 - 2年生が対象。高原千葉村にて宿泊する。

### 過去に開催されていた行事
- 文化祭（1981～2003年） - 2002年の学習指導要領の改正（いわゆるゆとり教育の実施）や2004年からの二学期制導入によって、スケジュールの確保が困難となったことや、生徒数が減少して盛り上がらなくなってきたことを理由として廃止された。なお2002年から2003年までは潮風祭の名称で開催されていた[5]。

#### 文化祭において使用されていたスローガン
| 回数   | 年     | スローガン                                                                       |
| ------ | ------ | -------------------------------------------------------------------------------- |
| 第1回  | 1981年 | 力を出し合おう                                                                   |
| 第2回  | 1982年 | より質の高いものを創造しよう                                                     |
| 第3回  | 1983年 | 千人の完走                                                                       |
| 第4回  | 1984年 | 学校生活における文化の創造                                                       |
| 第5回  | 1985年 | 協力することの楽しさを味わおう                                                   |
| 第6回  | 1986年 | 未来へ向かって漕げ                                                               |
| 第7回  | 1987年 | 印象に残る文化祭をめざそう                                                       |
| 第8回  | 1988年 | 試行錯誤～そこから新しいものが生まれる                                           |
| 第9回  | 1989年 | 過去を思い今に生きる。そして未来につなぐ                                         |
| 第10回 | 1990年 | 文化復興                                                                         |
| 第11回 | 1991年 | 人、文化、そして未来                                                             |
| 第12回 | 1992年 | 僕たち、私たちの力で地球と文化を考えよう                                         |
| 第13回 | 1993年 | 自由を求めて…                                                                    |
| 第14回 | 1994年 | 過去の文化を見直し 未来の文化をみつめよう                                        |
| 第15回 | 1995年 | それぞれの自由な創作                                                             |
| 第16回 | 1996年 | 自由な創作                                                                       |
| 第17回 | 1997年 | 住みよい地球を 僕らの21世紀に向けて                                              |
| 第18回 | 1998年 | 心のビタミン剤                                                                   |
| [ 6 ]  | 1999年 | 文化革命                                                                         |
| 第19回 | 2000年 | 生徒の愛による 世界のための文化祭                                                |
| 第20回 | 2001年 | 勉強できない、運動できない、それでもぼくにはこれがある。～今の自分にできること～ |
| 第21回 | 2002年 | 未来につなごう潮風祭 地域とともに世界へはばたけ                                  |
| 第22回 | 2003年 | 学べ ハジけろ 個性を磨け みんなが主役！潮風祭                                    |

## 部活動
- ヨット部
- 野球部
- サッカー部
- 男子テニス部
- 女子テニス部
- 男子バスケットボール部
- 女子バスケットボール部
- 女子バレーボール部
- 吹奏楽部

### かつて存在した部
- 水泳部
- コンピューター研究部
- 卓球部

他

## 主な卒業生
- 木村拓哉 - SMAPの元メンバー
- 伊藤庸介 - 元ジャニーズJr.、現役歌手、モデル（2017年現在エイベックス・マネジメント所属）
- 武井信也 - 実業家。株式会社マーズフラッグの創業者で代表取締役社長。
- 小笠原道大 - 元プロ野球選手、コーチ[7]
- 関一人 - セーリング選手。2004年アテネオリンピックに出場し、セーリング男子470級において銅メダルを獲得。
- 稲垣早織 - 新体操選手。2008年北京オリンピックに出場。
- 白幡勝広 - ウィリアムズF1メカニック、元東京工科専門学校教員
- 日暮謙 - テレビドラマ演出家
- 松永大司 - 映画監督
- マツコデラックス

## その他
- 潮風が激しいため、校舎が錆びやすいという欠点がある。
- 給食は給食センター方式がとられている。
- 生徒には毎年、「潮風一中」という名称の連絡帳代わりのノートが配られる。
- 生徒は全員生徒会に入会し、会費を納めなければならない。

## 周辺
- JR京葉線検見川浜駅
- 千葉市立海浜病院
- 花見川(印旛放水路)
- 検見川の浜 - 人工海岸
- 千葉県立千葉西高等学校
- 千葉県立磯辺高等学校
- 千葉市立磯辺小学校